# Quadrângulo de Coprates

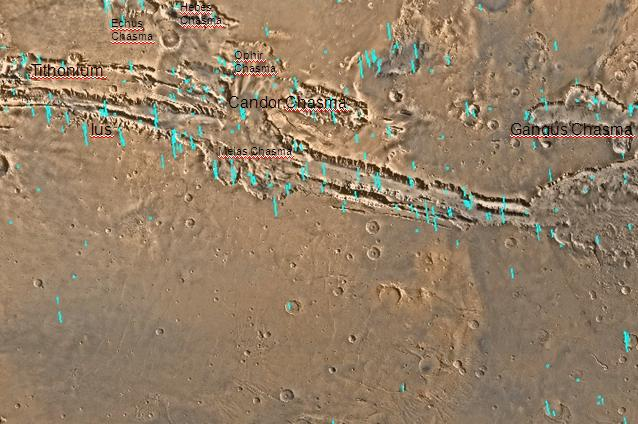
Mapa do quadrângulo de Coprates exibindo detalhes de Valles Marineris, o maior sistema de cânions do sistema solar. Alguns dos cânions podem ter estado cheios de água no passado.

O quadrângulo de Coprates é um de uma série de 30 quadrângulos em Marte estabelecidos pelo Programa de Pesquisa de Astrogeologia do Serviço Geológico dos Estados Unidos (USGS em inglês). Também pode-se referir ao quadrângulo de Coprates  como MC-18 (Mars Chart-18).
O quadrângulo de Coprates se estende de 45° a 90° longitude oeste e 0° a 30° latitude sul em Marte.

## Valles Marineris
O Valles Marineris é um lugar incrível que abriga o maior sistema de cânions do sistema solar, este grande cânion abrangeria quase a mesma extensão transversal dos Estados Unidos. O nome do sistema de cânions completo é Valles Marineris.  Tendo seu início a oeste em Noctis Labyrinthus no quadrângulo de Phoenicis Lacus, o sistema de cânions termina no quadrângulo de Margaritifer Sinus em Capri Chasma e Eos Chasma (no sul).  A palavra chasma foi designada pela União Astronômica Internacional para se referir a uma depressão alongada de encostas íngremes.  Valles Marineris foi descoberto e nomeado em referência à missão Mariner 9.  Partindo a leste de Noctis Labyrinthus, o cânion se divide em duas fossas, Tithonium Chasma e Ius Chasma (no sul).  No meio do sistema se situam os vales de grande largura Ophir Chasma (norte), Candor Chasma, e Melas Chasma (sul).  Indo mais a leste, chega-se a Coprates Chasma. Na terminação de Coprates Chasma, o vale fica cada vez mais largo formando Capri Chasma no norte e Eos Chasma no sul.  As paredes destes cânions frequentemente apresentam camadas numerosas. O leito de alguns destes cânions contém grandes depósitos de materiais em camadas. Alguns pesquisadores acreditam que as camadas se formaram em uma época em que estes cânions se encontravam preenchidos por água. Os cânions são profundos na mesma medida em que são largos. Em alguns locais eles chegam a atingir de 8 a 10 km de profundidade.  Vale lembrar que o Grand Canyon na Terra possui apenas 1.6 de profundidade.
Em um estudo publicado no jornal Geology em agosto de 2009, um grupo de cientistas liderado por John Adams da Universidade de Washington em Seattle, propôs que Valles Marineris possa ter se formado de um colapso gigante quando sais foram aquecidos liberando assim água que irrompeu transportando lama por canais subterrâneos. Um fato que dá apoio a esta teoria é o fato de que sais de sulfato foram encontrados nesta área. Estes sais liberam água quando aquecidos. O calor pode ter sido gerado por processos vulcânicos. Há vários vulcões nas proximidades.

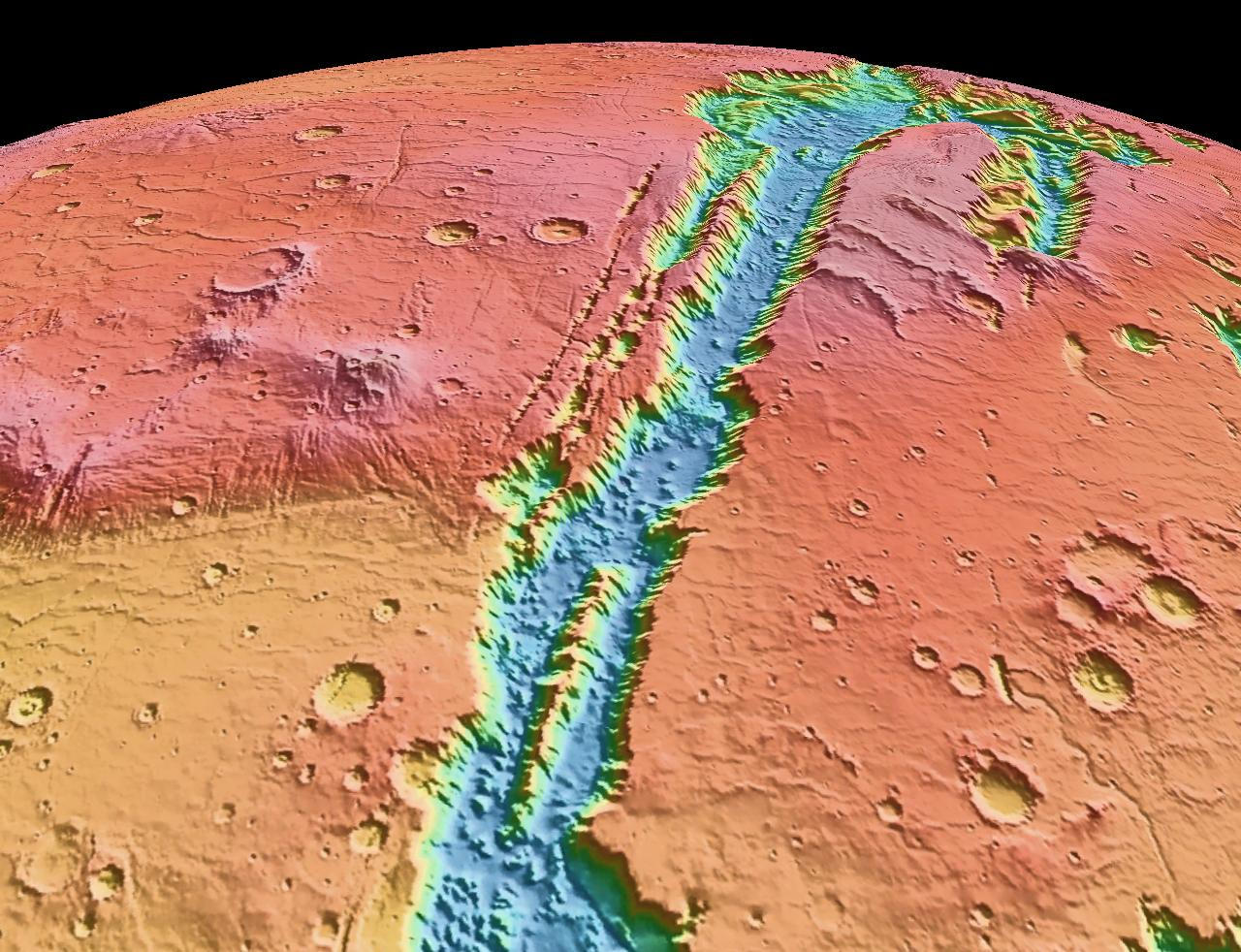
Valles Marineris. Imagem do NASA World Wind.
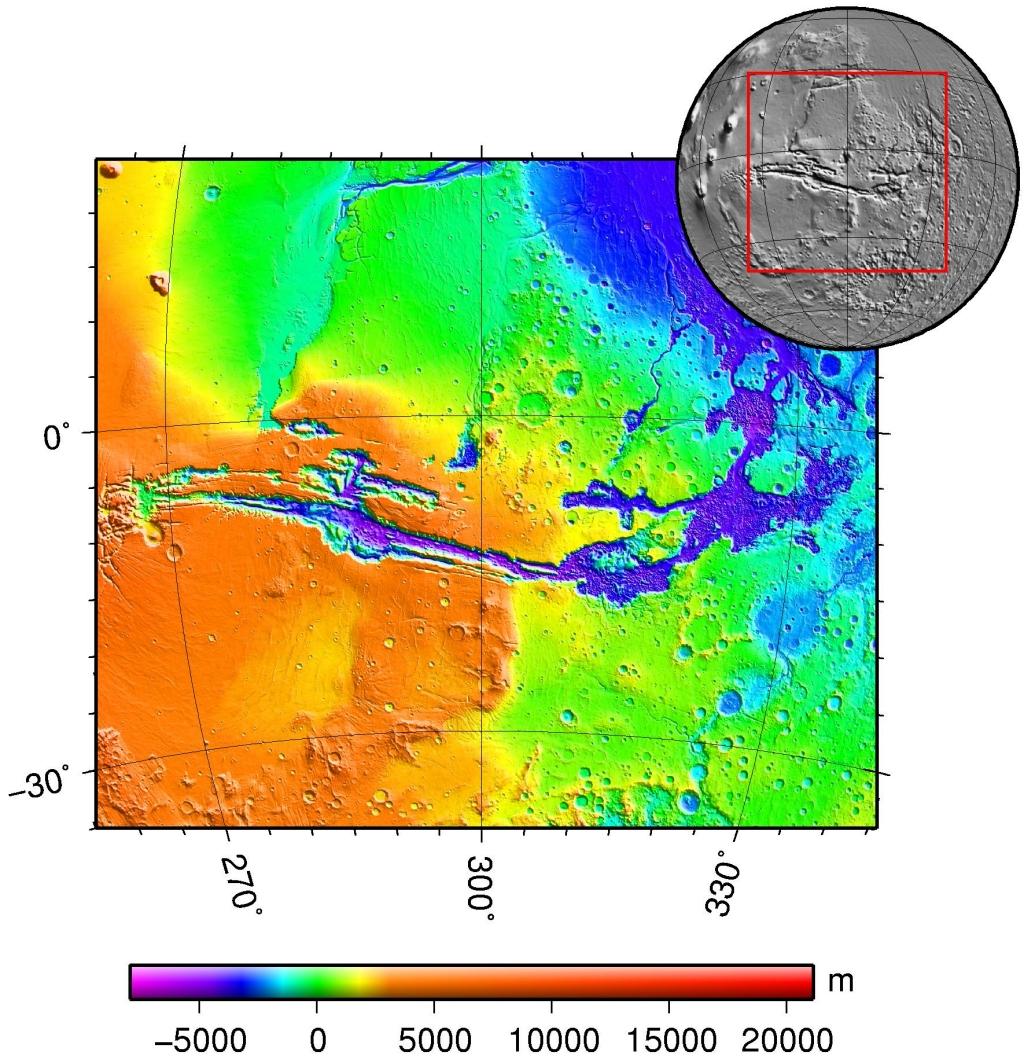
Mapa topográfico de Valles Marineris.
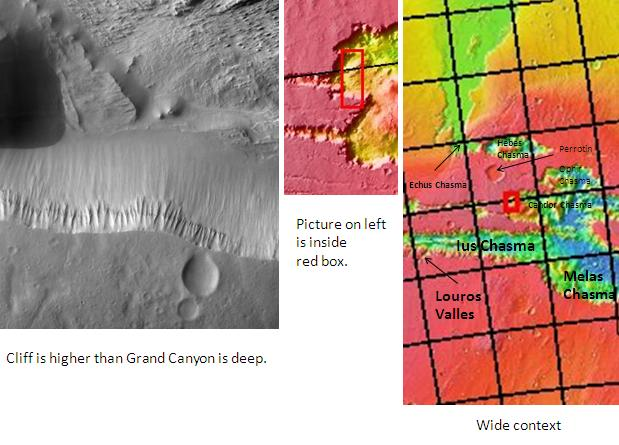
Falésia no platô de Candor Chasma, visto pela THEMIS.  Clique na imagem para visualisar a relação com outras formações no quadrângulo de Coprates.
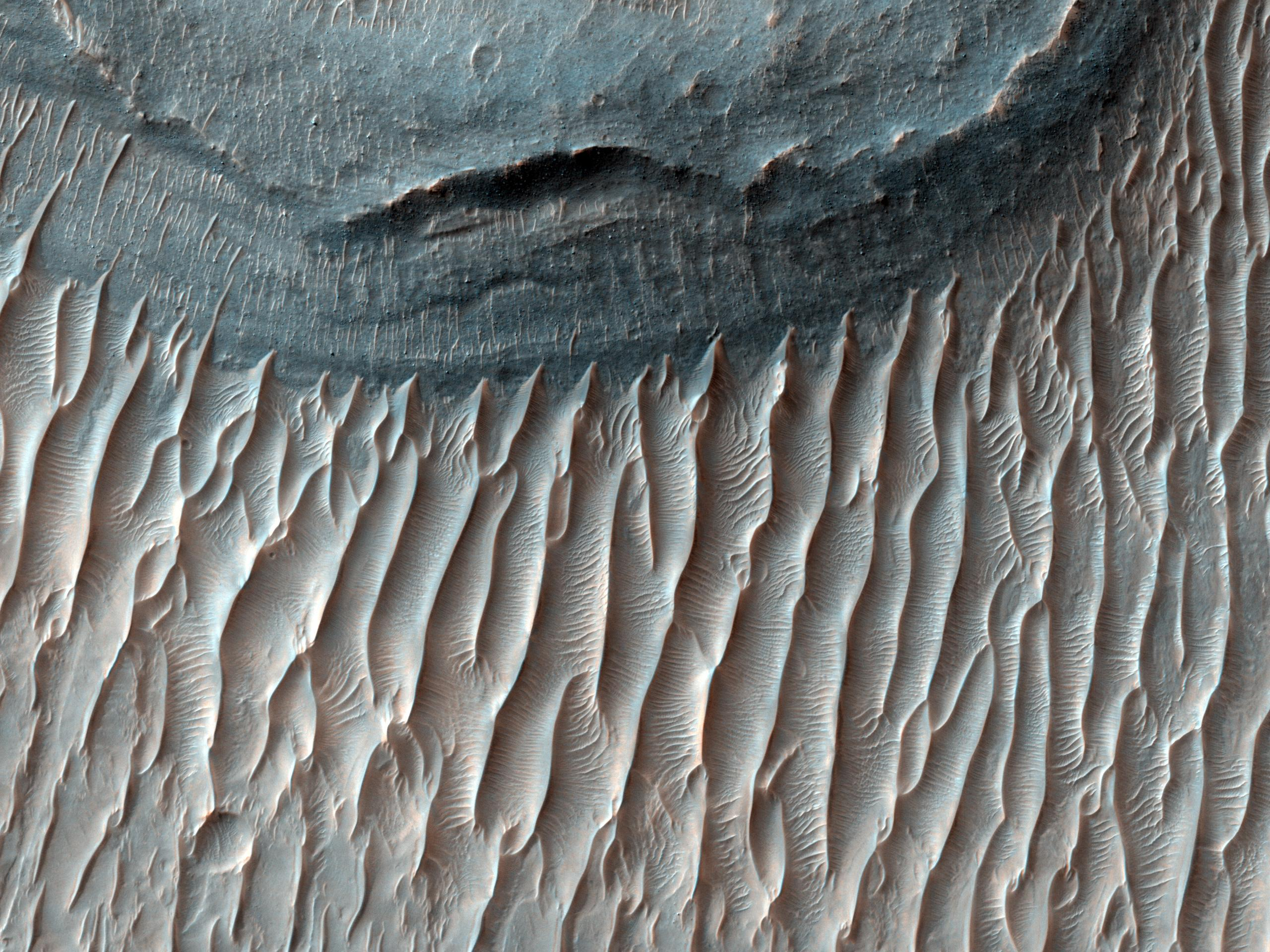
Ius Chasma, visto da Mars Reconnaissance Orbiter.

## Depósitos interiores em camadas e sulfatos
Partes do leito de Candor Chasma contêm depósitos dispostos em camadas que tem sido denominados depósitos interiores em camadas (interior layered deposits - ILD's).  Essas camadas podem ter se formado quando toda a área se encontrava sob um lago gigantesco.
Alguns lugares em Marte contêm depósitos de sulfatos hidratados. A formação de sulfato envolve a presença de água. A sonda Mars Express da Agência Espacial Europeia encontrou evidências do que pode ser epsomita e kieserita. Cientistas querem visitar essas áreas com veículos robóticos.

## Camadas
Imagens  das rochas nas encostas dos cânions quase sempre exibem camadas. Algumas camadas parecem ser mais rígidas que outras. Na imagem abaixo das camadas de Ganges Chasma, vistas pela HiRISE, pode-se ver que os depósitos superiores de coloração clara estão se erodindo muito mais rapidamente que as camadas mais escuras.  Algumas falésias em Marte exibem algumas camadas mais escuras se destacando e muitas vezes se partindo em grandes pedaços; supõe se que estas camadas sejam rochas vulcânicas rígidas ao invés de depósitos de cinza vulcânica fofa.  Um exemplo de camadas rígidas é mostrado abaixo das camadas na parede de do cânion em Coprates, visto pela Mars Global Surveyor.  Devido à sua proximidade à região vulcânica de Tharsis, as camadas rochosas podem ser compostas de fluxo de lava, provavelmente misturada com depósitos de cinza vulcânica que caiu da atmosfera seguindo grandes erupções. É provável que os estratos rochosos das encostas preservem uma longa porção da história geológica de Marte.  Camadas escuras podem ser resultados de fluxos de lava escuros. A rocha vulcânica escura basalto é comum em Marte. Por outro lado, depósitos claros podem ser depósitos fluviais, lagos, cinzas vulcânicas, ou depósitos de areia soprados pelo ventou ou poeira. Os Mars rovers descobriram que as rochas claras contém sulfatos. Tendo sido formados provavelmente na presença de água, depósitos de sulfatos são de grande interesse para os cientistas por conter traços de vida extinta.  O instrumento  Reconnaissance Orbiter Compact Reconnaissance Imaging Spectrometer for Mars (CRISM) detectou sílica opalina em alguns estratos ao longo e no interior do sistema de cânions de Valles Marineris. Como sulfatos ferrosos foram ocasionalmente encontrados próximo a sílica opalina, especula-se que os dois depósitos tenham se formado com um fluido ácido.

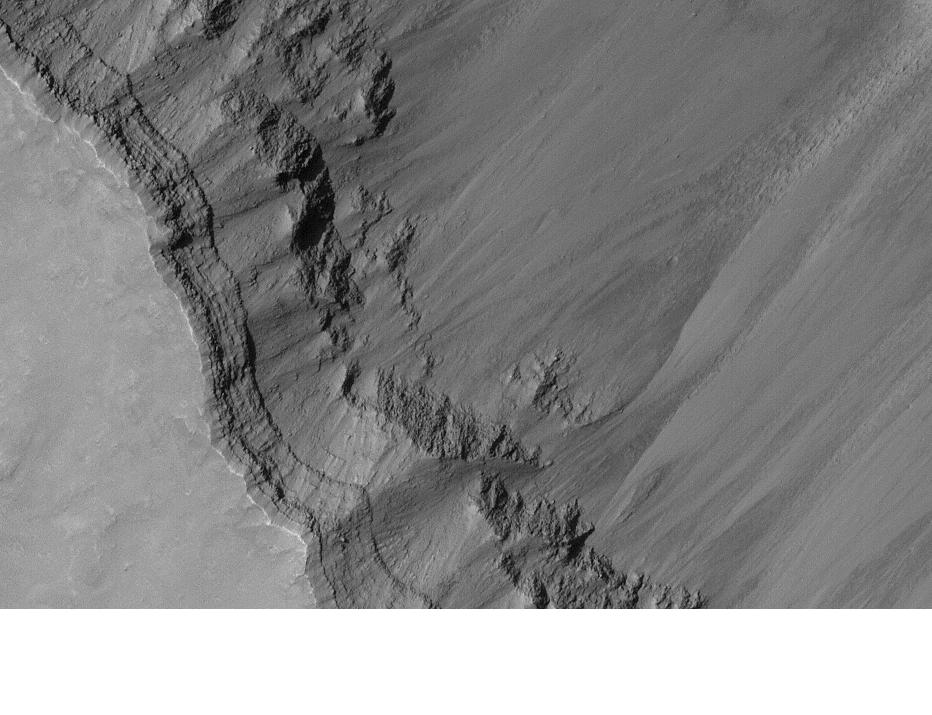
Camadas na encosta de um cânion em Coprates, visto pela Mars Global Surveyor.
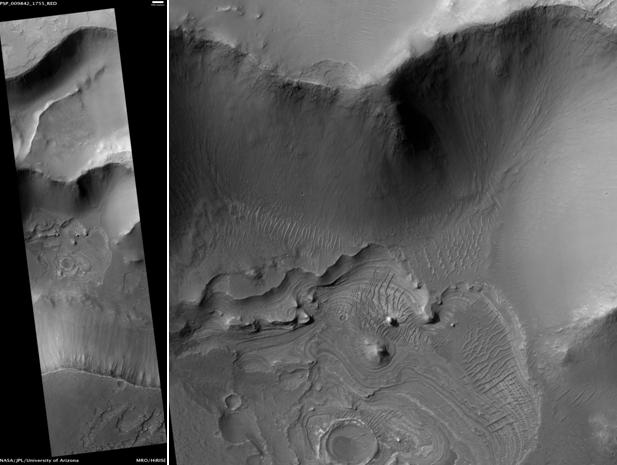
Camadas a oeste de Juventae Chasma, visto pela HiRISE. A escala é de 1:500m.
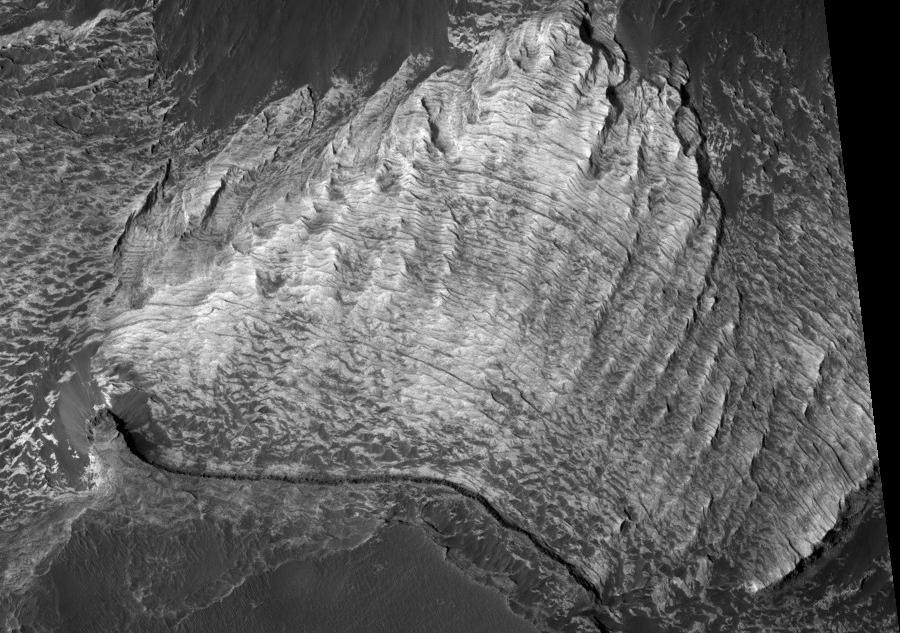
Camadas em tons claros em Eos Chaos, visto pela HiRISE.

## Hebes Chasma e depósitos hidratados
Hebes Chasma, um vasto vale fechado, pode ter abrigado água no passado. Minerais hidratados foram encontrados por lá. Acredita-se que grandes nascentes de água subterrânea irromperam para a superfície para formar depósitos chamados depósitos de tonalidade clara (light loned leposits - LTD's).  Alguns sugerem que formas de vida presente ou fossilizadas podem ser encontradas por lá devido aos depósitos serem relativamente jovens.

## Nirgal Vallis esapping
Nirgal Vallis é uma das cadeias de vales mais extensas de Marte. Tão extensa que é encontrada em mais de um quadrângulo. Os cientistas não sabem como todos os antigos vales fluviais se formaram.  Há evidências de que no lugar de chuva ou neve, a água que formou estes vales tenha se originado no subterrâneo. Um dos mecanismos que tem sido propostos é o sapping.  No processo de sapping, o solo se rompe à medida que a água é liberada.  O sapping é comum em algumas áreas desérticas do sudoeste americano.  O sapping forma alcovas e tributários.  Essas formações são visíveis na imagem abaixo de Nigal Vallis obtida com a THEMIS da Mars Odyssey.

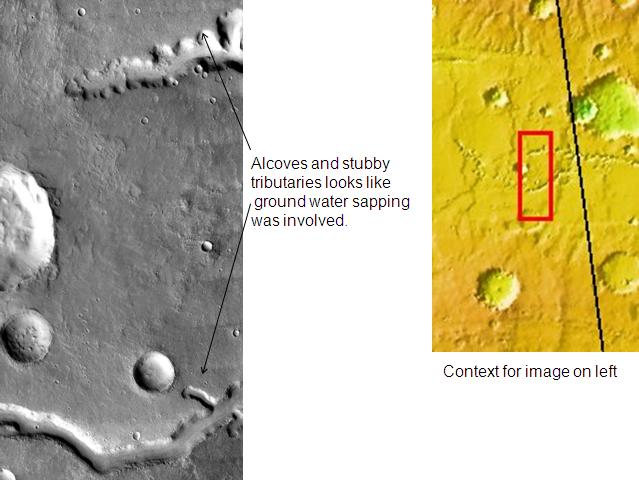
Nirgal Vallis, que abrange dois quadrângulos possui formações deste tipo causadas por sapping.  Imagem obtida pela THEMIS.
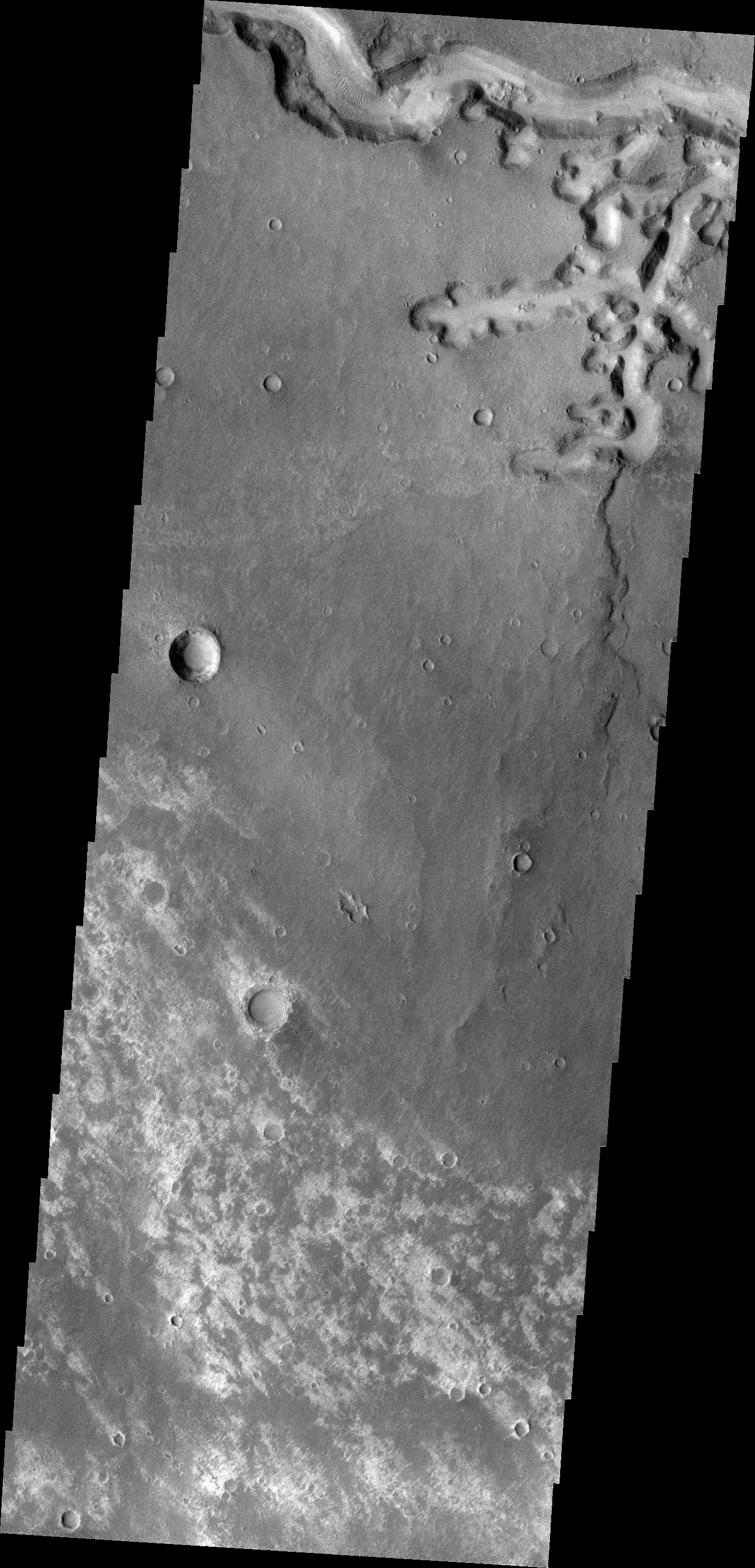
Nirgal Vallis, visto pela THEMIS.
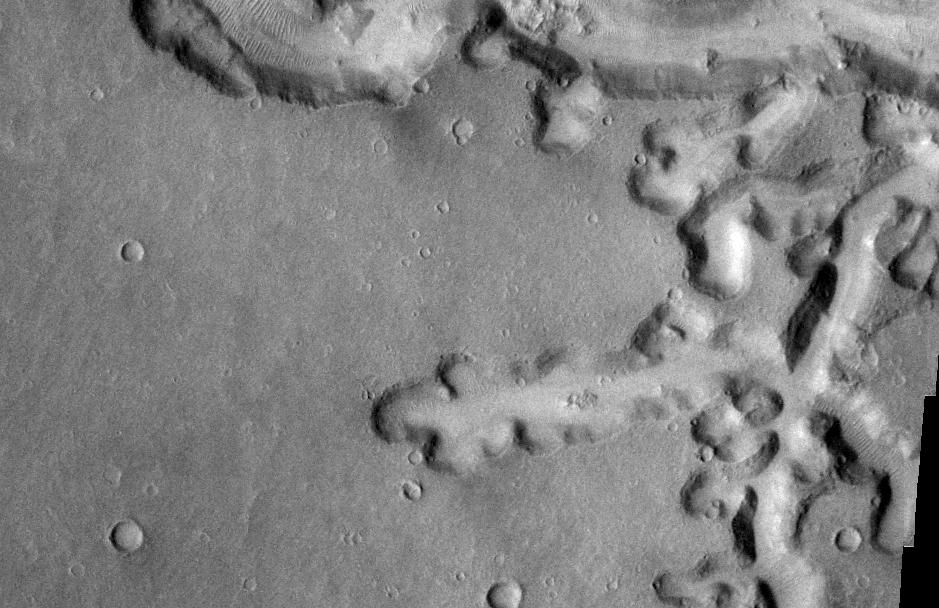
Imagem aproximada de Nirgal Vallis, visto pela THEMIS.

## Relevo invertido
Alguns locais em Marte exibem relevo invertido, onde formações geológicas que eram antes depressões, cursos d'água, agora se encontram acima da superfície. Tais formações podem ter se formado quando materiais, como grandes rochas, foram depositados em áreas baixas, tendo sido então deixados para trás pela erosão (talvez pelo vento, que não pode mover grandes rochas)que removeu muito das camadas superficiais.  Outras origens do relevo invertido pode ser a lava fluindo por um leito de um canal ou materiais sendo cimentados por minerais dissolvidos em água.  Na Terra, materiais cimentados por sílica são altamente resistentes a todos os tipos de forças erosivas. Relevos invertidos na forma de correntezas são uma evidência adicional para água fluindo em tempos passados.  Há vários exemplos de relevo invertido próximo a Juventae Chasma; alguns são mostrados na imagem de Juventae Chasma abaixo.

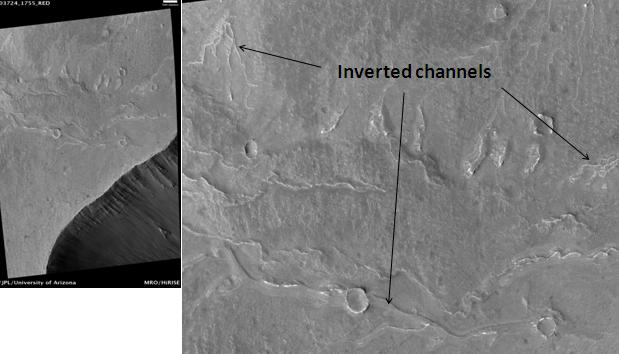
Canais invertidos próximo a Juventae Chasma, visto pela HiRISE.  Canais que antes eram canais de água corrente regulares. A escala é de 1:500.
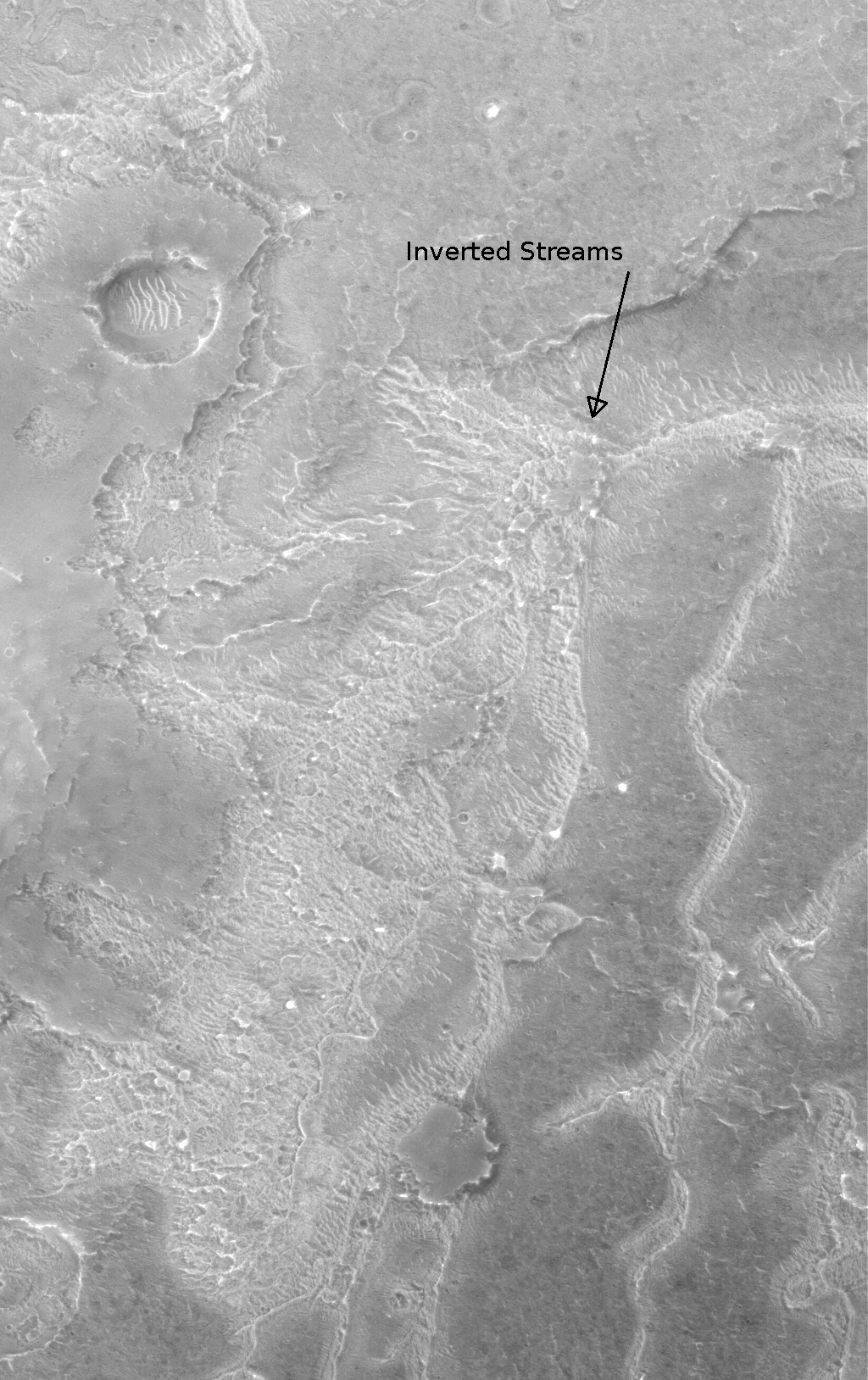
Cursos d'água próximos a Juventae Chasma, vistos pela Mars Global Surveyor.  Esses cursos começam no topo de um tergo e então se unem na descida da encosta.

## Vallis
Vallis (plural valles) é a palavra latina para vale. Os termos latinos são utilizados em geologia planetária para nomear os acidentes geográficos em outros planetas.
A palavra vallis foi utilizada para vales fluviais que foram descobertos em Marte, quando as sondas foram enviadas ao planeta pela primeira vez.  Os orbitadores Viking causaram uma revolução em nossas idéias sobre a água em Marte; imensos vales fluviais foram encontrados em várias áreas.  Câmeras orbitais mostraram que inundações de água irromperam através dos diques, esculpindo vales profundos, erodindo ondulações no leito rochoso, e percorreram milhares de quilômetros.

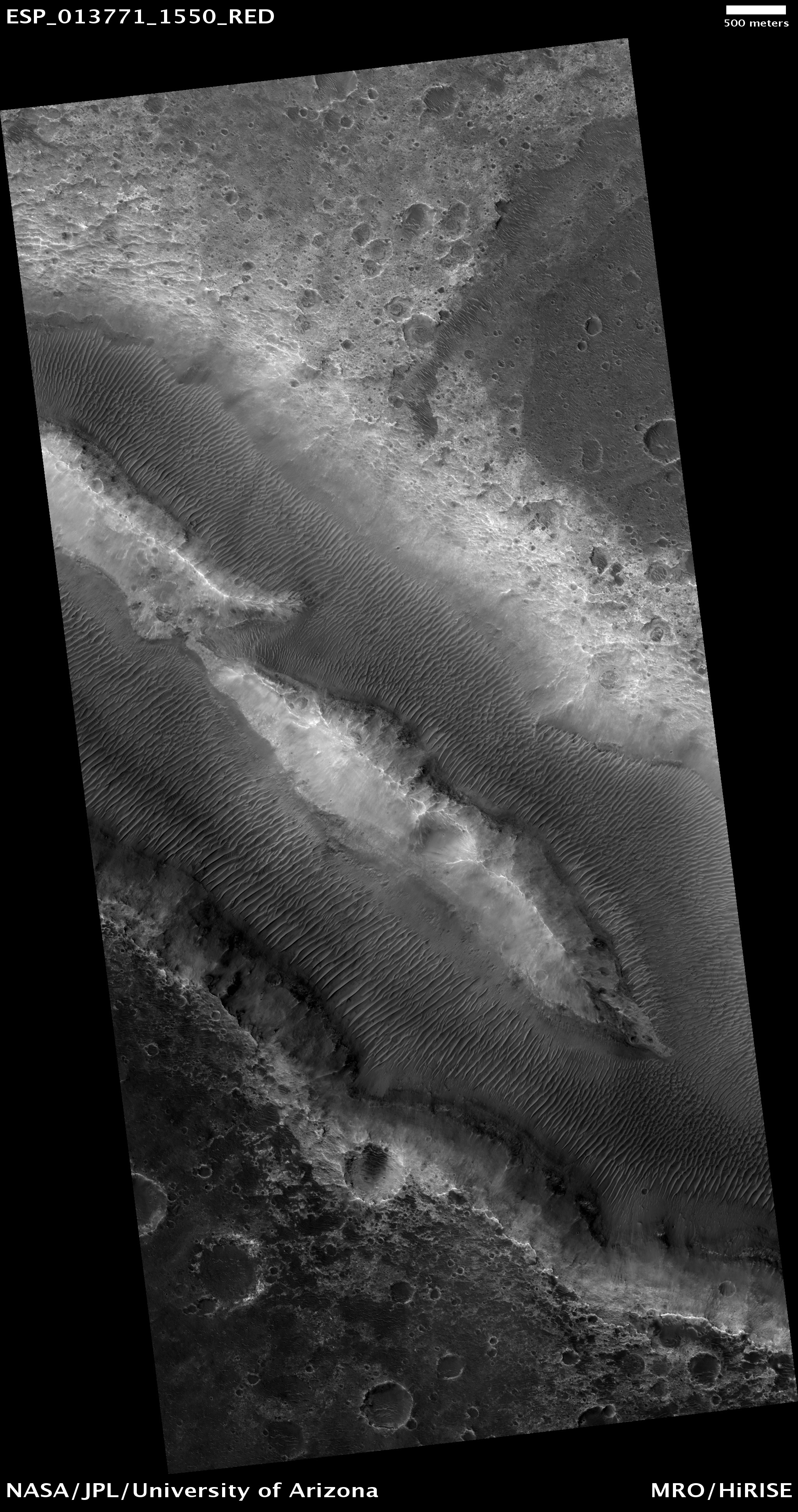
Her Desher Vallis, visto pela HiRISE.
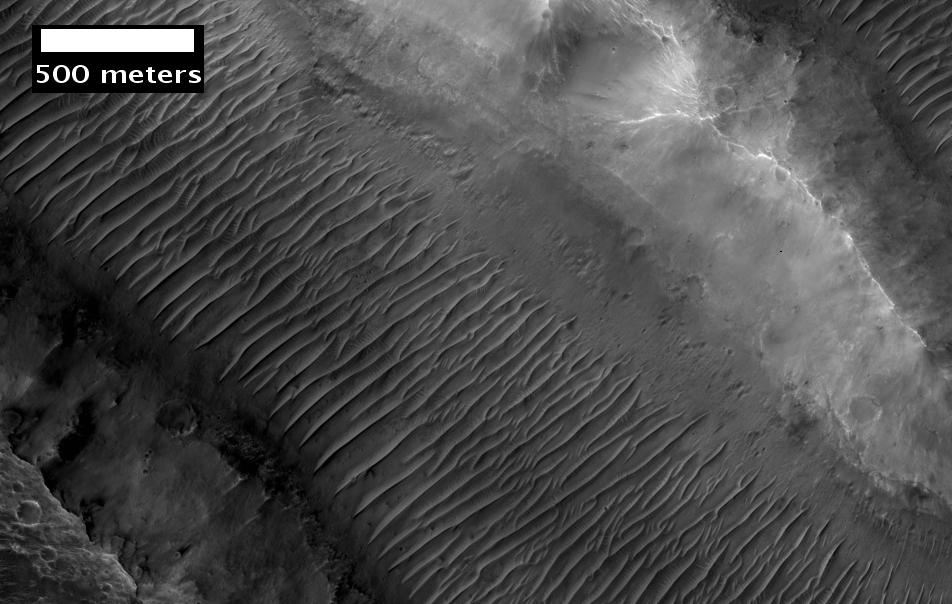
Imagem aproximada de Her Desher Vallis, visto pela HiRISE.

## Outras formações no quadrângulo de Coprates

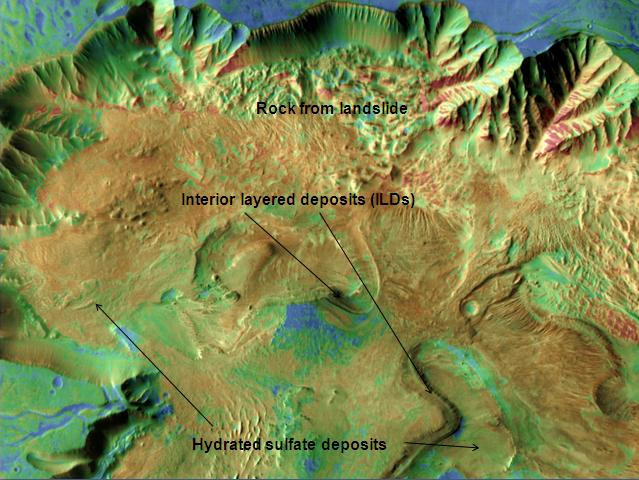
Imagem em falsa cor de Candor Chasma mostrando a localização dos depósitos hidratados de sulfato, visto pela THEMIS.  Cores avermelhadas mostram lugares rochosos. Verdes e azuis mostram áreas arenosas e poeirentas.
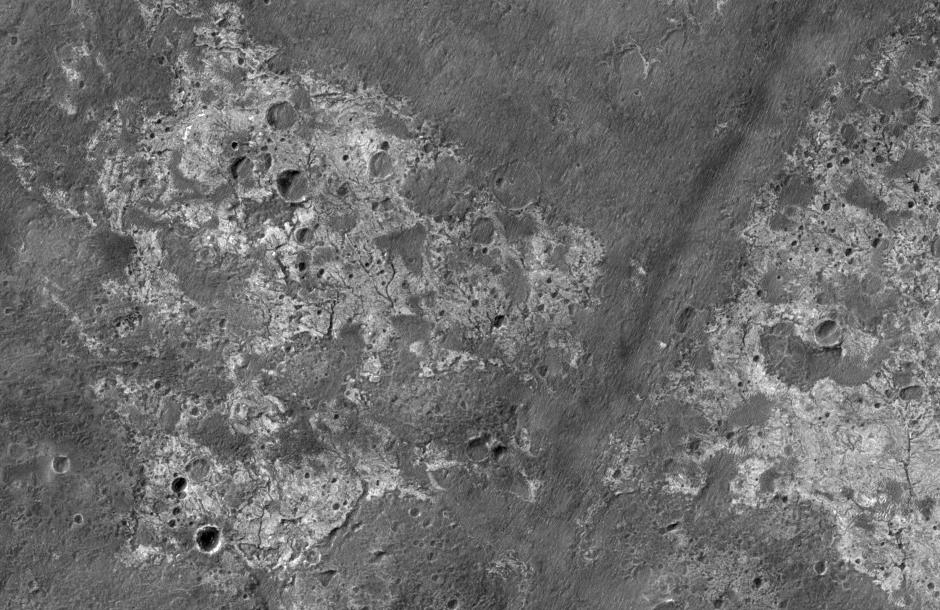
Canais no platô de Candor, visto pela HiRISE.  A localidade é o quadrângulo de Coprates. Clique na imagem para visualizar vários canais ramificados, que são forte evidência para uma precipitação.
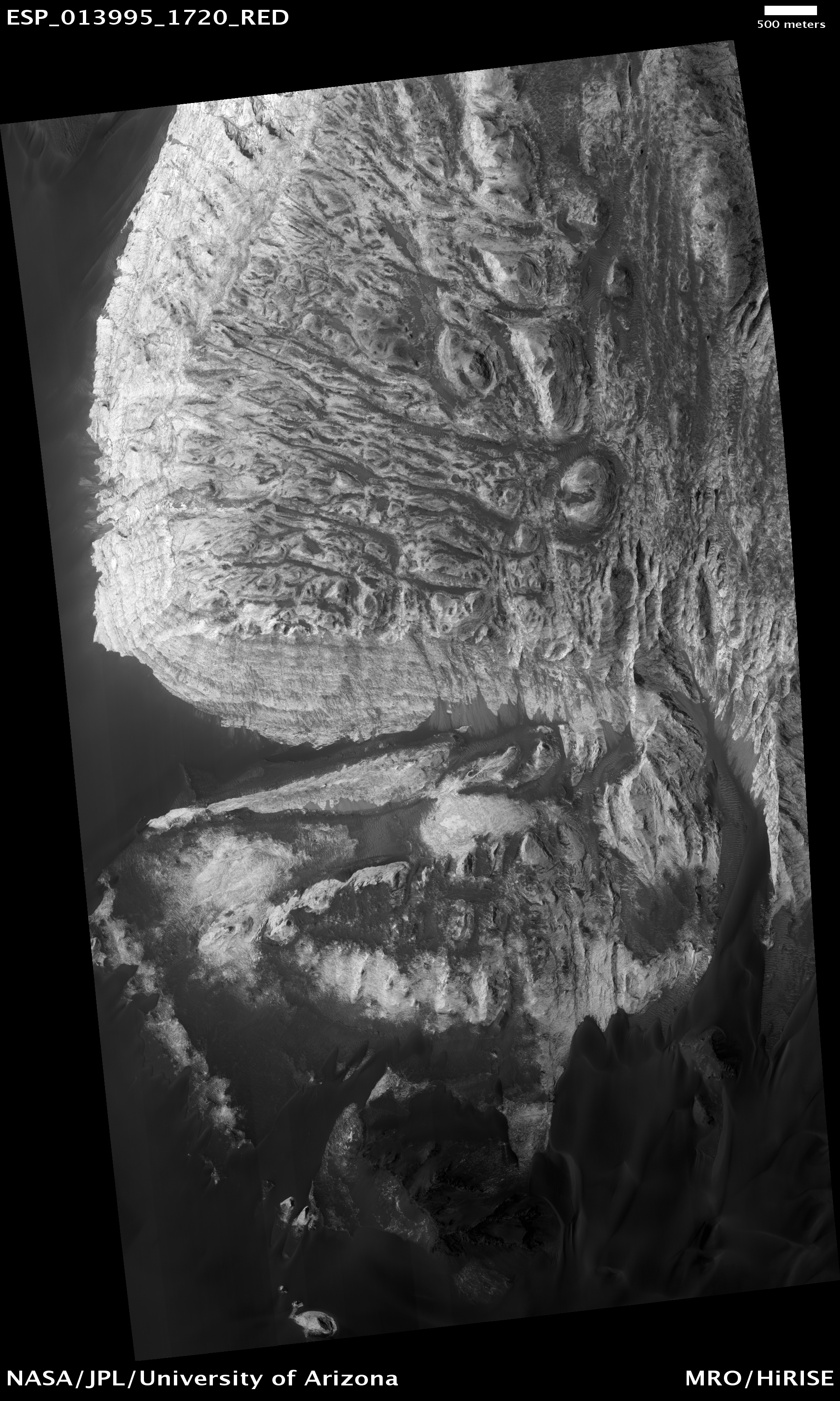
Ganges Mensa, visto pela HiRISE.
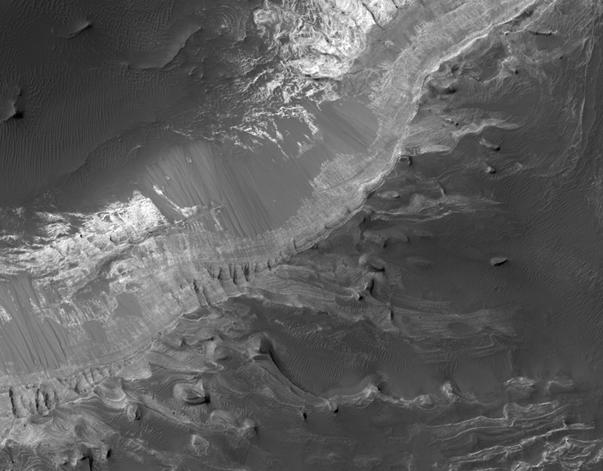
Capri Mensa, visto pela HIRISE.  Clique na imagem para ver os buttes e as camadas.
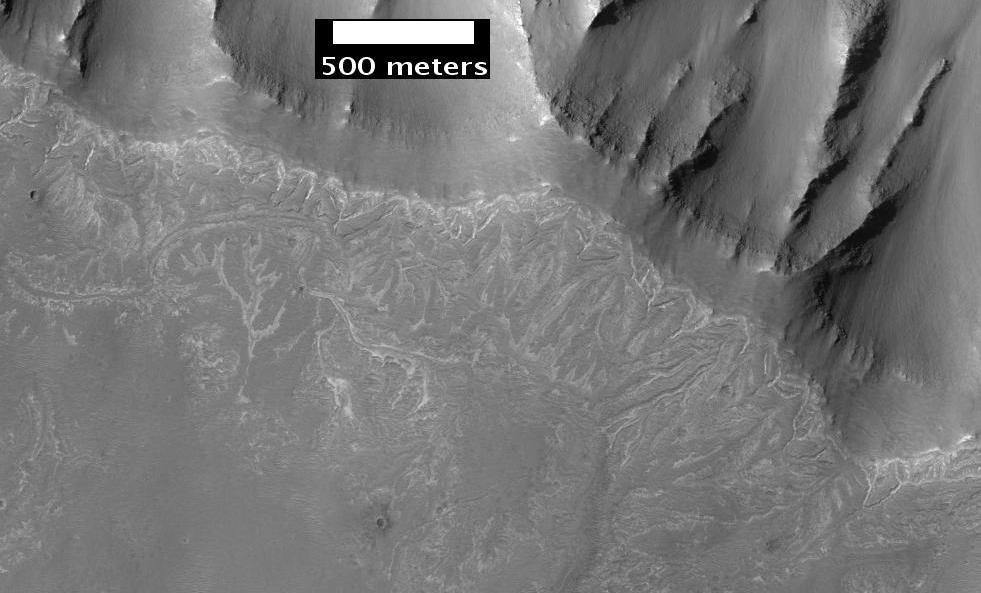
Canais próximo à borda de Ius Chasma, visto pela HiRISE.  O padrão e a alta densidade destes canais apoia a teoria da precipitação como fonte da água.
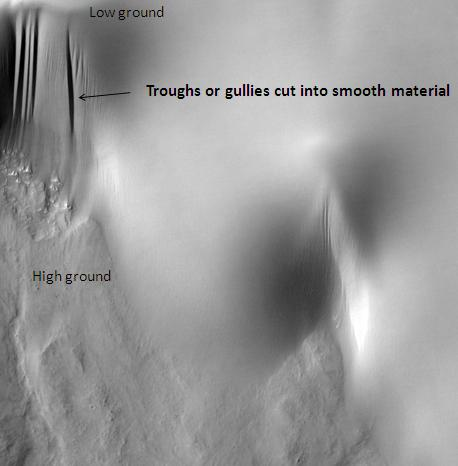
Fossas de Juventae Chasma, visto pela HiRISE.
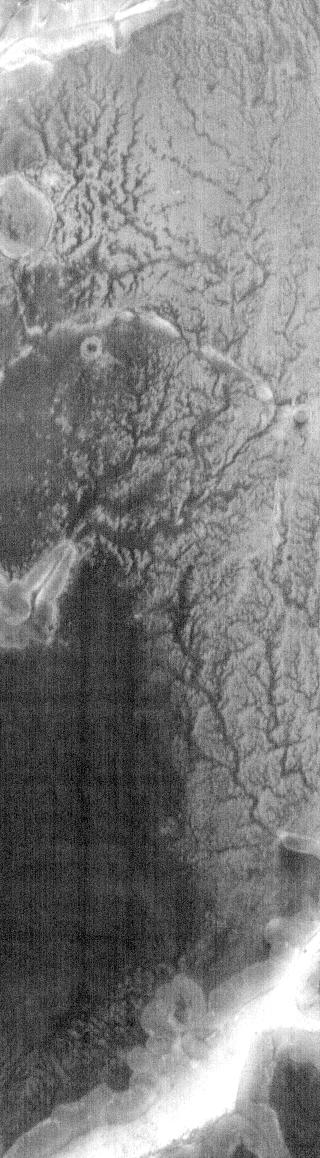
Canais a oeste de Echus Chasma.  O padrão de canais estreitos das ramificações foram provavelmente formados pela água se movendo ao longo da superfície. Imagem obtida pela THEMIS.
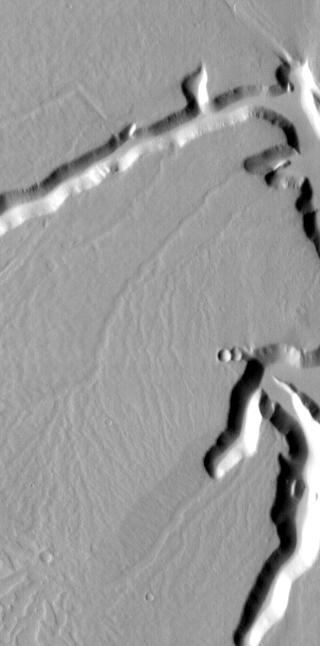
Canais dendríticos em uma mesa de Echus Chasma.  A imagem cobre uma área de 20 m.  Imagem obtida pela THEMIS.